# Haití en los Juegos Olímpicos de Múnich 1972
Haití estuvo representado en los Juegos Olímpicos de Múnich 1972 por siete deportistas, seis hombres y una mujer, que compitieron en atletismo.
El equipo olímpico haitiano no obtuvo ninguna medalla en estos Juegos.